# Campionati sloveni di sci alpino 1994
Ai Campionati sloveni di sci alpino 1994 furono assegnati i titoli di slalom gigante e slalom speciale, sia maschili sia femminili.
Trattandosi di competizioni valide anche ai fini del punteggio FIS, vi parteciparono anche sciatori di altre federazioni, senza che questo consentisse loro di concorrere al titolo nazionale sloveno.

## Risultati
| Specialità      | Uomini       | Donne         |
| --------------- | ------------ | ------------- |
| Slalom gigante  | Gregor Grilc | Špela Pretnar |
| Slalom speciale | Jure Košir   | Katja Koren   |